# Tituboea biguttata
Tituboea biguttata là một loài bọ cánh cứng trong họ Chrysomelidae. Loài này được G.A. Olivier miêu tả khoa học năm 1791.

## Hình ảnh

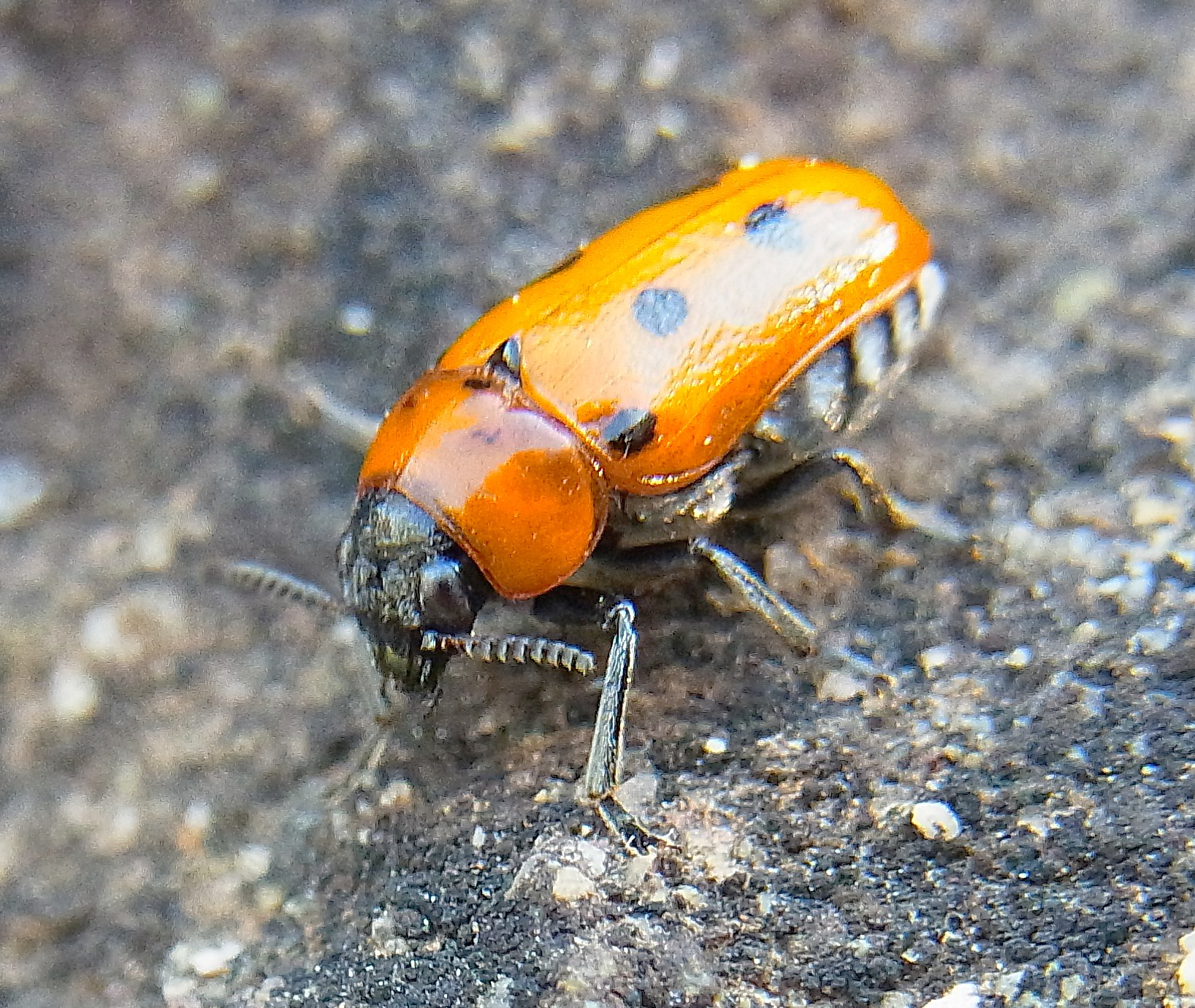
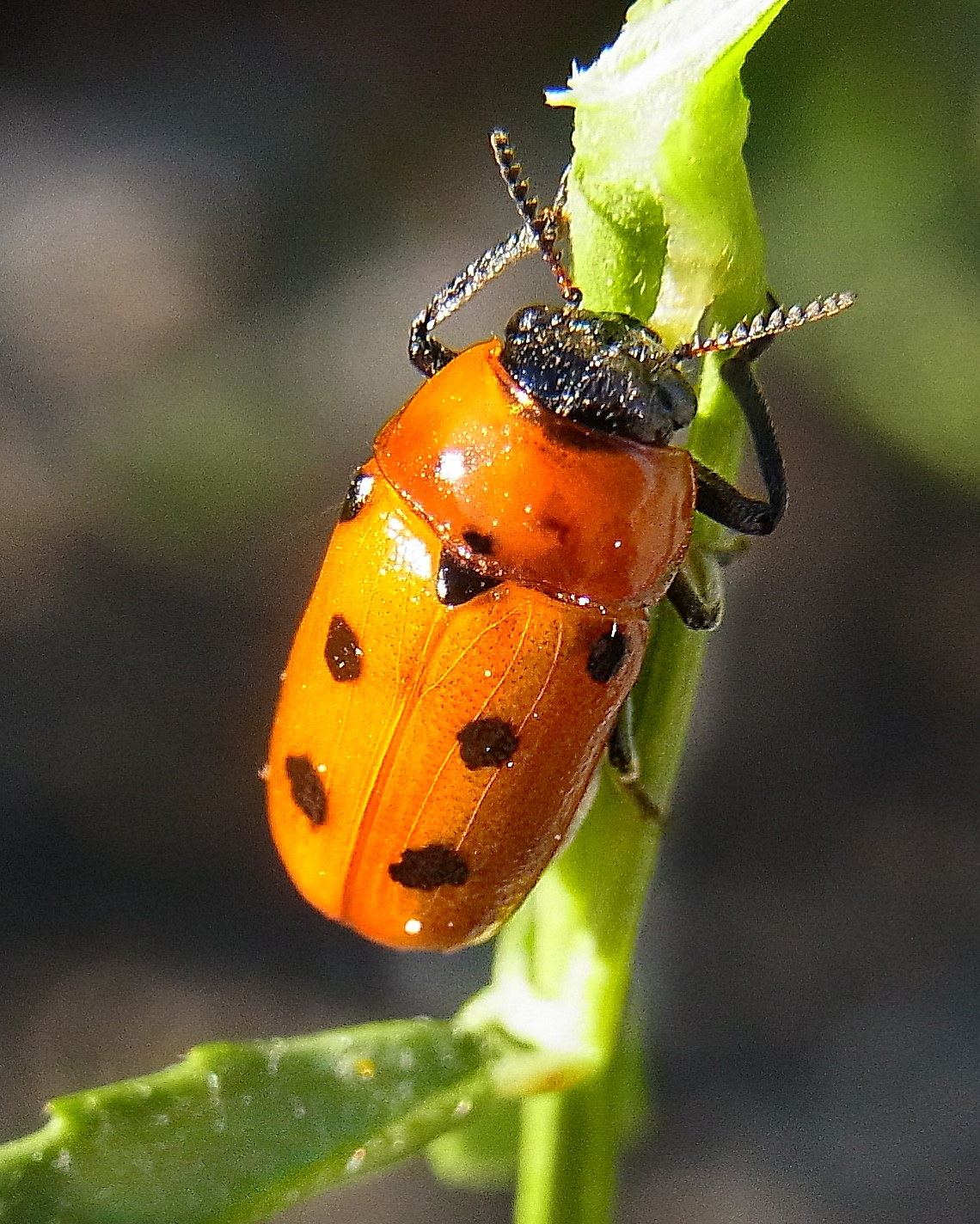
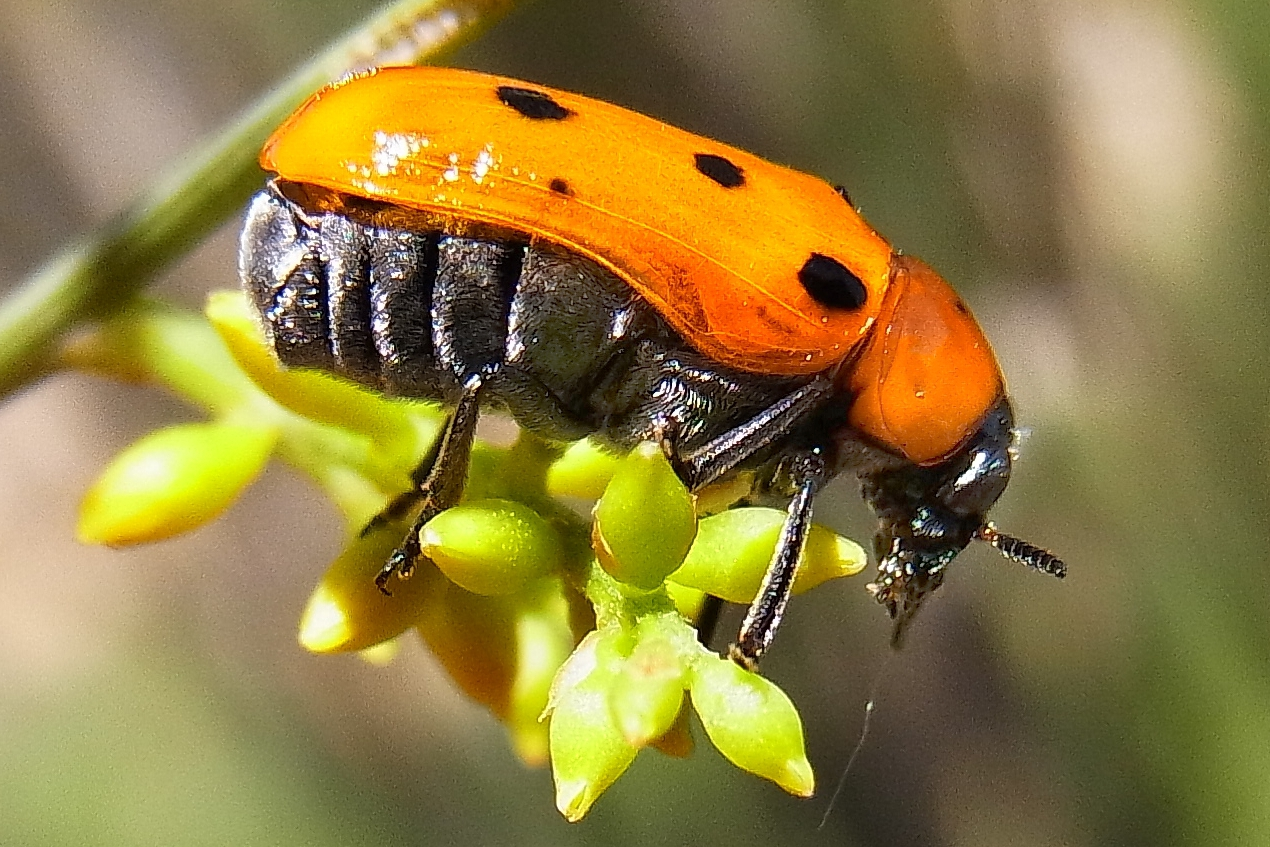
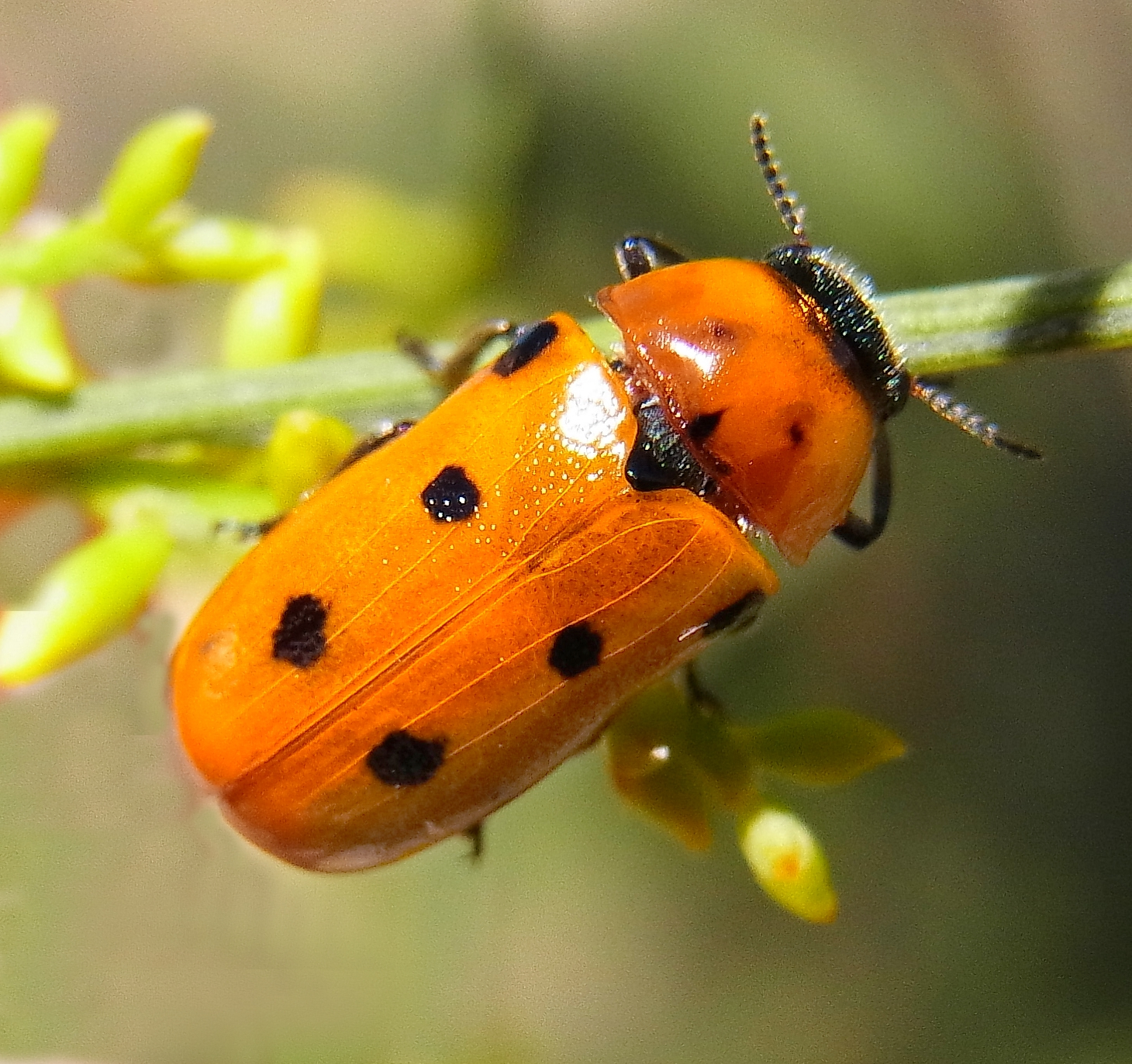